# YJ-12
O YJ-12 (Chinês:鹰击-12) é um míssil de cruzeiro supersônico anti-navio chinês.

## Desenvolvimento
Em agosto de 2000, os chineses revelaram um modelo de um míssil lançado a ar rotulado como YJ-91, assemelhando-se ao francês Moyenne Portée. Mais tarde, um míssil semelhante foi visto que pode ter sido designado como o YJ-12. um repórter informou que um YJ-12A supostamente estava em desenvolvimento em 2004. A designação YJ-91 acabou sendo para o desenvolvimento chinês do Kh-31 russo . O YJ-12 finalmente se assemelhava a um Kh-31 alongado.
O YJ-12 apareceu no Desfile do Dia da Vitória da China de 2015, indicando que o míssil havia entrado em serviço ativo, já que todas as armas exibidas durante o desfile são ativamente induzidas antes do desfile.

## Referencias
1. ↑  «YJ-91/YJ-12 (China) - Jane's Strategic Weapon Systems». web.archive.org. 2 de fevereiro de 2010. Consultado em 4 de agosto de 2021
2. ↑  «Janes | Latest defence and security news». Janes.com (em inglês). Consultado em 4 de agosto de 2021
3. ↑  «陈士强：抗战胜利70周年纪念活动充分展示我军战斗力--军事--人民网». military.people.com.cn. Consultado em 4 de agosto de 2021